# Victoria Libertas Pallacanestro 2019-2020
Questa voce raccoglie le informazioni riguardanti la Victoria Libertas Pallacanestro nelle competizioni ufficiali della stagione 2019-2020.

## Stagione
La stagione 2019-2020 della Victoria Libertas Pallacanestro, sponsorizzata Carpegna Prosciutto, è la 61ª nel massimo campionato italiano di pallacanestro, la Serie A.
Per la composizione del roster si decise di tornare alle formula con 5 giocatori stranieri senza vincoli.

## Roster
Aggiornato al 10 agosto 2019.
| Carpegna Prosciutto Pesaro 2019-20 | Carpegna Prosciutto Pesaro 2019-20 |
| Giocatori                          | Staff tecnico                      |
| ---------------------------------- | ---------------------------------- |

| N. | Naz.                                   | Ruolo | Nome                 | Anno | Alt.   | Peso   |  |
| -- | -------------------------------------- | ----- | -------------------- | ---- | ------ | ------ |  |
| 0  | Stati Uniti (bandiera)                 | PG    | Jaylen Barford       | 1996 | 191 cm | 92 kg  |  |
| 3  | Estonia (bandiera)                     | GA    | Henri Drell          | 2000 | 204 cm | 85 kg  |  |
| 4  | Italia (bandiera)                      | PG    | Federico Mussini     | 1996 | 188 cm | 82 kg  |  |
| 5  | Stati Uniti (bandiera)                 | AP    | Troy Williams        | 1994 | 201 cm | 95 kg  |  |
| 8  | Serbia (bandiera)                      | P     | Vasilije Pušica      | 1995 | 196 cm | 95 kg  |  |
| 9  | Italia (bandiera)                      | P     | Lorenzo Calbini      | 2002 | 190 cm | 74 kg  |  |
| 11 | Italia (bandiera)                      | G     | Federico Miaschi     | 2000 | 195 cm | 90 kg  |  |
| 12 | Camerun (bandiera) · Italia (bandiera) | A     | Paul Eboua           | 2000 | 203 cm | 97 kg  |  |
| 13 | Stati Uniti (bandiera)                 | C     | Clint Chapman        | 1989 | 208 cm | 111 kg |  |
| 16 | Lituania (bandiera)                    | C     | Tautvydas Lydeka     | 1983 | 208 cm | 115 kg |  |
| 23 | Stati Uniti (bandiera)                 | AG    | Zach Thomas (C)      | 1996 | 201 cm | 103 kg |  |
| 35 | Italia (bandiera)                      | AC    | Leonardo Totè        | 1997 | 210 cm | 110 kg |  |
| 41 | Italia (bandiera)                      | AG    | Simone Zanotti       | 1992 | 208 cm | 91 kg  |  |
| -  | Italia (bandiera)                      | AG    | Nicolas Alessandrini | 2001 | 200 cm | 98 kg  |  |
| -  | Italia (bandiera)                      | C     | Beniamino Basso      | 2001 | 205 cm | 101 kg |  |
| -  | Italia (bandiera)                      | A     | Edin Mujakovic       | 2002 |        |        |  |
| -  | Italia (bandiera)                      | AP    | Marco Solari         | 2001 |        |        |  |

| Allenatore                                                                           |
| - Federico Perego (fino al 5 dicembre) - Giancarlo Sacco (dal 5 dicembre)            |
| Assistente/i                                                                         |
| - Paolo Calbini - Luca Pentucci Legenda - (C) Capitano - (IN) Inattivo - Infortunato |

## Mercato

### Sessione estiva
| Acquisti | Acquisti         | Acquisti        | Acquisti      | Acquisti |
| R.a      | Nome             | da              | Modalità      |          |
| -------- | ---------------- | --------------- | ------------- | -------- |
| ALL      | Federico Perego  | Bamberger       | definitivo    |          |
| PG       | Federico Mussini | Pall. Reggiana  | definitivo    |          |
| P        | Jaylen Barford   | Greens. Swarm   | definitivo    |          |
| A        | Paul Eboua       | Stella Azzurra  | prestito      |          |
| G        | Federico Miaschi | Reyer Venezia   | prestito      |          |
| AG       | Leonardo Totè    | Reyer Venezia   | definitivo    |          |
| AG       | Zach Thomas      | Okapi Aalstar   | definitivo    |          |
| GA       | Henri Drell      | Bamberger       | definitivo    |          |
| PG       | Vasilije Pušica  | Partizan        | definitivo    |          |
| C        | DeJuan Blair     | Malvín          | definitivo    |          |
| AG       | Michele Serpilli | Legnano Basket  | fine prestito |          |
| C        | Tautvydas Lydeka | Derthona Basket | definitivo    |          |

| Cessioni | Cessioni             | Cessioni                 | Cessioni       | Cessioni |
| R.       | Nome                 | a                        | Modalità       |          |
| -------- | -------------------- | ------------------------ | -------------- | -------- |
| ALL      | Massimo Galli        | Reyer Venezia            | fine contratto |          |
| ALL      | Matteo Boniciolli    | Free agent               | fine contratto |          |
| C        | Andrea Ancellotti    | Latina Basket            | fine contratto |          |
| G        | James Blackmon       | Aquila Trento            | fine contratto |          |
| G        | Federico Tognacci    | Rucker Sanve             | fine contratto |          |
| P        | Diego Monaldi        | Napoli Basket            | fine contratto |          |
| GA       | Luca Conti           | Aquila Trento            | fine prestito  |          |
| AG       | Erik McCree          | BCM Gravelines           | fine contratto |          |
| AG       | Aleksandr Šaškov     | Olimpia Milano           | fine prestito  |          |
| G        | Alessandro Bonci     | Pallacanestro Gilbertina | fine contratto |          |
| C        | Egidijus Mockevičius | Fuenlabrada              | fine contratto |          |
| P        | Dominic Artis        | Dąbrowa Górnicza         | fine contratto |          |
| AG       | Alessandro Morgillo  | Scaligera Verona         | prestito       |          |
| C        | DeJuan Blair         | Free agent               | rescissione    |          |
| P        | Mark Lyons           | Hapoel Tel Aviv          | fine contratto |          |
| AG       | Michele Serpilli     | Pod. Montegranaro        | prestito       |          |
| AP       | Lamond Murray        | Free agent               | fine contratto |          |
| AP       | Dez Wells            | S. Miguel Beermen        | fine contratto |          |

### Dopo l'inizio della stagione
| Acquisti | Acquisti            | Acquisti         | Acquisti         | Acquisti      |
| R.       | Nome                | da               | Data             | Modalità      |
| -------- | ------------------- | ---------------- | ---------------- | ------------- |
| C        | Clint Chapman       | Free agent       | 1 ottobre 2019   | definitivo    |
| ALL      | Giancarlo Sacco     | Free agent       | 5 dicembre 2019  | definitivo    |
| AP       | Troy Williams       | Free agent       | 12 dicembre 2019 | definitivo    |
| AG       | Alessandro Morgillo | Scaligera Verona | 25 febbraio 2020 | fine prestito |

| Cessioni | Cessioni            | Cessioni       | Cessioni         | Cessioni    |
| R.       | Nome                | a              | Data             | Modalità    |
| -------- | ------------------- | -------------- | ---------------- | ----------- |
| C        | Tautvydas Lydeka    | Free agent     | 31 ottobre 2019  | rescissione |
| C        | Clint Chapman       | Free agent     | 17 febbraio 2020 | rescissione |
| PG       | Jaylen Barford      | Virtus Roma    | 19 febbraio 2020 | rescissione |
| AG       | Alessandro Morgillo | Virtus Salerno | 25 febbraio 2020 | prestito    |
| AP       | Troy Williams       | Free agent     | 9 marzo 2020     | rescissione |
| AG       | Zach Thomas         | Free agent     | 10 marzo 2020    | rescissione |